# 达布定理 (微分几何)
达布定理 是数学领域微分几何中关于微分形式的一个定理，部分地推广了弗罗贝尼乌斯定理。它是包括辛几何在内多个领域的基石。这个定理以让·加斯东·达布 命名，他在解 Pfaff 问题  时建立了这个定理。
这个定理的推论之一是任何两个同维数的辛流形是局部辛同胚的。这就是说，任何 2n-维辛流形能局部的看作带标准辛形式的线性辛空间 Cn。应用于切触几何也有类似的结论。

## 定理的陈述和第一个推论
定理准确的陈述如下。 设  θ 是一个 n 维流形上的 1-形式，使得 dθ 有常秩 p 。如果任一点都有
θ ∧ (dθ)p = 0 ，
那么有一个局部的坐标系 x1,...,xn-p, y1, ..., yp ，在这个坐标系下
θ = x1 dy1 + ... + xp : θ = x1 dy1 + ... + xp dyp + dxp+1。
dyp。
另一个方面，如果任一点有
θ ∧ (dθ)p ≠ 0 任何处,
那么有一个局部坐标系 x1,...,xn-p, y1, ..., yp 使得
θ = x1 dy1 + ... + xp dyp + dxp+1.
特别的，设 ω 是  n=2m 维流形 M 上的一个辛 2-形式。M 上任一点 p 的局部，由 庞加莱引理，总有一个 1-形式 θ 满足 dθ=ω 。进一步 θ 满足达布定理的第一个假设，从而局部存在一个 p 附近的坐标卡 U 使得
θ = x1 dy1 + ... + xm dym。
取外导数便有
ω = dθ = dx1 ∧ dy1 + ... + dxm ∧ dym。
坐标卡 U 称为 p 附近的达布坐标卡。 流形 M 能被这样的卡覆盖。 
换一种方式叙述，将 R2m 与 Cm 等同起来，令 zj = xj + i yj。如果 φ : U → Cn是一个达布坐标卡，那么 ω 是标准辛形式 ω0 在 Cn 上的拉回:
{\displaystyle \omega =\phi ^{*}\omega _{0}\,} 。

## 和黎曼几何的比较
这个结论意味着辛几何没有局部不变性：在任何一点附近，总能取一个达布基。这和黎曼几何具有显著的不同，高斯绝妙定理指出曲率是黎曼几何的一个局部不变量。曲率阻碍了将度量局部写成一个平方和。
必须要强调的是，达布定理是说 ω 能在 p 附近的“整个邻域”写成一个标准形式。黎曼几何中，度量总能在给定一“点”写成一个标准形式，但一般不能在那个点的邻域，除非局部为欧氏空间。

## 又见
- Carathéodory-Jacobi-Lie 定理，这个定理的一个推广。